# Richard Pflaumbaum
Richard Pflaumbaum (* 11. September 1884 in Hoppenmühle (Klötze); † 25. September 1971 in Arneburg) war ein deutscher Pädagoge, Historiker und Museologe.

## Leben
Pflaumbaum wurde als Sohn eines Bauern und Müllers geboren. Er besuchte acht Jahre die Grundschule und von 1899 bis 1903 die Präparandenanstalt und das Lehrerseminar Osterburg. 1905 legte er in Osterburg die erste Lehrerprüfung ab. Von 1903 bis 1922 war er an der Grundschule in Döbbelin tätig, 1928 wechselte er an die Volksschule in Arneburg, wo er schließlich Rektor wurde. Ab 1934 war er ehrenamtlich am dortigen, von ihm initiierten Heimatmuseum tätig. 1954 schied er aus dem Schuldienst aus und widmete sich nun bis zu seinem 86. Geburtstag hauptamtlich der Leitung des Museums. Das Museum wurde von ihm zu einem Landschaftsmuseum ausgebaut, welches sich mit der Geschichte, aber auch mit Geologie, Flora und Fauna Arneburgs beschäftigt. Pflaumbaum beschäftigte sich auch mit der Ur- und Frühgeschichte. Von 1953 bis 1967 erfolgten von ihm 40 Fundmeldungen.
1971 verlieh ihm die Stadt Arneburg die Ehrenbürgerwürde.

## Veröffentlichungen
- Richard Pflaumbaum: Die Arneburger Landschaft, ihre Entstehung und ihre Pflanzenwelt. Heimatmuseum, Arneburg/Elbe 1961, aus: Unsere Heimat. 1961, Heft 5/6.
- Richard Pflaumbaum: Aus dem Leben und der Arbeit der Arneburger Elbfischer. Heimatmuseum, Arneburg/Elbe 1962, aus: Unsere Heimat. 1961, Heft 10–12.
- Richard Pflaumbaum: Die Arneburger Hochfläche und das sich östlich anschließende Elbtal mit dem Naherholungsgebiet. Folge 1: Geologie. Der geologische Aufbau der Arneburger Landschaft. Museum, Arneburg 1969.
- Richard Pflaumbaum: Die letzten Jahre des Hopfenanbaus im Kreis Gardelegen. In: Altmärkische Heimatblätter. Band 4, 1996, Nr. 2, S, S. 44–47